# Jamie Chung

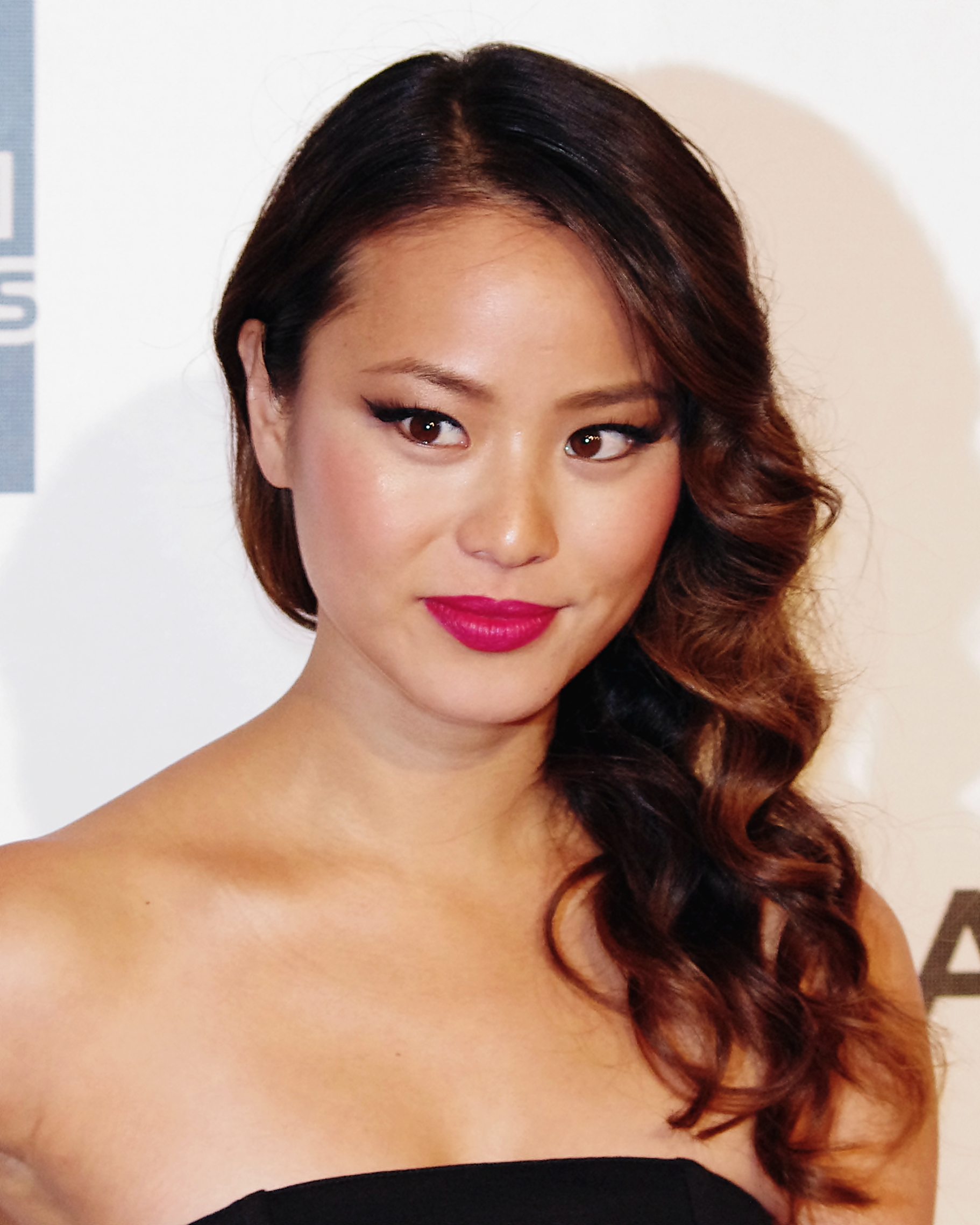
Jamie Chung (2012)

Jamie Jilynn Chung (* 10. April 1983 in San Francisco, Kalifornien) ist eine US-amerikanische Schauspielerin, die vor allem durch den Fernsehsender MTV Bekanntheit erlangte, wo sie in The Real World: San Diego, der insgesamt 14. Staffel von The Real World und im anschließenden Spin-off Real World/Road Rules Challenge: The Inferno II, der insgesamt zehnten Staffel, zu sehen war. Nach ihrer Zeit bei MTV nahm ihre Bekanntheit vor allem durch Auftritte in verschiedenen international bekannten Fernsehserien und Filmen wie Chuck und Larry – Wie Feuer und Flamme, Schön bis in den Tod, Prinzessinnen Schutzprogramm, Dragonball Evolution, Kindsköpfe oder Sucker Punch deutlich zu.

## Leben und Karriere

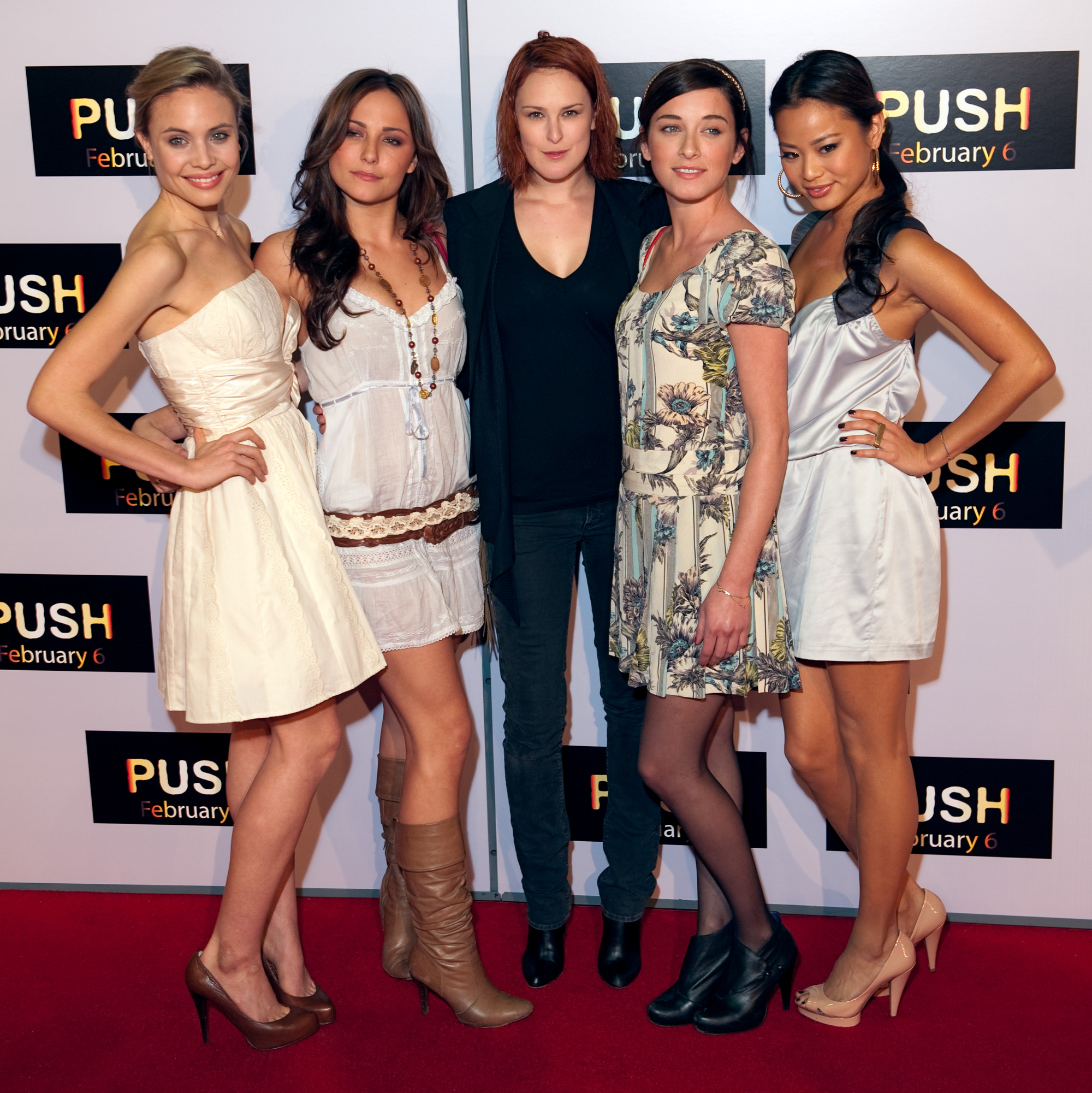
Jamie Chung (ganz rechts) im Cast von Schön bis in den Tod im Januar 2009

Jamie Chung wurde im Jahr 1983 in San Francisco im US-Bundesstaat Kalifornien als koreanische US-Amerikanerin in zweiter Generation geboren. Sie wuchs in ihrer Heimatstadt in einer traditionellen Familie auf. Nach ihrer Schulzeit war sie parallel in zwei Jobs tätig, so arbeitete sie als Kellnerin in einer Sportbar in Riverside, neben ihrem Studium an der UC Riverside, wo sie auch der Frauen-Studentenvereinigung Kappa Kappa Gamma angehörte. In der Sportbar wurde die junge Chung von Verantwortlichen des Senders MTV entdeckt und zu einem Casting für die 14. Staffel von The Real World eingeladen, die Ende 2003 unter dem Titel The Real World: San Diego produziert wurde. Nach einem erfolgreichen Casting wurde sie in den finalen Cast der Serie aufgenommen, wo sie in der 14. Staffel in ungefähr 27 Folgen an der Seite von sieben anderen Show-Teilnehmern, unter anderem der 2007 im Alter von 25 Jahren verstorbenen Frankie Abernathy, zu sehen war. Nachdem sie im Jahr 2005 auch noch im Spin-off der Serie, der unter dem Titel Real World/Road Rules Challenge: The Inferno II lief, in rund 16 Episoden zu sehen war, begann erst ihre wirkliche Schauspielerkarriere. Zuvor war sie allerdings noch im Jahr 2004 in 2 Punk Rock 4 This: The Real World San Diego Reunion, einer Sendung, die von Vanessa Minnillo moderiert wurde, wo die acht Teilnehmer der Reality-Show über ihre Erfahrungen und Eindrücke zur Show berichteten.
Ihre erste anspruchsvollere Rolle in einer namhaften Fernsehserie hatte sie im Jahre 2006, als sie in einer Episode von Veronica Mars zu sehen war. Ihr Durchbruch im Film- und Fernsehgeschäft begann schließlich im Jahre 2007. Während sie im Film Katrina noch in einer Nebenrolle zu sehen war, hatte sie im gleichen Jahr noch eine wiederkehrende Rolle in der Langzeit-Seifenoper Zeit der Sehnsucht, wo sie in insgesamt zehn Folgen eingesetzt wurde. Außerdem hatte sie im Jahr 2007 auch noch einen Einsatz in Chuck und Larry – Wie Feuer und Flamme sowie in jeweils einer Episode von Emergency Room – Die Notaufnahme und CSI: NY. Des Weiteren war sie 2007 in einer für zwei Episoden wiederkehrenden Rolle in Greek zu sehen und kam 2008 erneut in einer Folge, allerdings in einem anderen Charakter, zum Einsatz. Wesentlichen Erfolg feierte sie schließlich im Jahr 2008 mit der sechsteiligen Miniserie Samurai Girl, in der sie die Hauptrolle der Heaven Kogo innehatte.

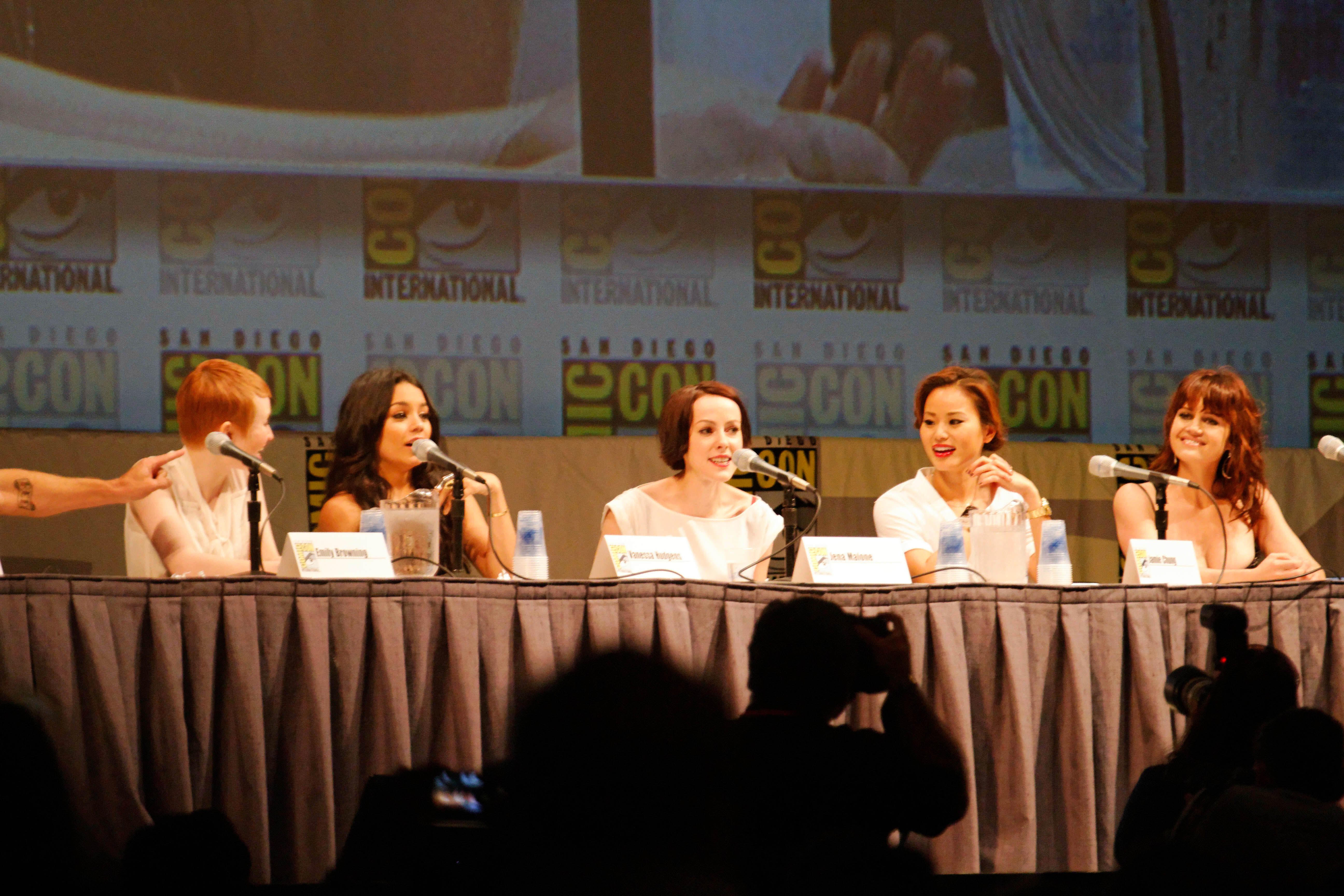
Pressekonferenz zum Film Sucker Punch auf der San Diego Comic-Con International von 2010; von links Emily Browning, Vanessa Hudgens, Jena Malone, Jamie Chung, Carla Gugino

Im Jahr 2009 hatte sie Filmrollen in Dragonball Evolution, wo sie in einer der Hauptrollen als Chi Chi zu sehen war, Prinzessinnen Schutzprogramm und Schön bis in den Tod (Sorority Row). Chung wurde zusammen mit ihren Schauspielkolleginnen Briana Evigan, Leah Pipes, Rumer Willis, Audrina Patridge und Margo Harshman bei der ShoWest Convention mit dem ShoWest Award in der Kategorie Female Star of Tomorrow ausgezeichnet. Des Weiteren hatte sie in diesem Jahr auch noch einen Auftritt in einer Episode von Castle. Auch das Filmjahr 2010 verlief sehr erfolgreich. So wurde sie in diesem Jahr im Film Burning Palms in einer wesentlichen Rolle eingesetzt und hatte, neben einem Auftritt in einer Folge von Grey’s Anatomy, auch eine Rolle im Kinofilm Kindsköpfe inne. Im Jahr 2011 war sie unter anderem in den Filmen Sucker Punch und Hangover 2 in Haupt- bzw. wesentlichen Nebenrollen zu sehen. Von 2012 bis 2014 war Chung in der zweiten und dritten Staffel der Fantasyserie Once Upon a Time – Es war einmal … zu sehen, in der sie die Rolle der Mulan verkörperte.
Weiter ist Chung auch in Videospielen zu sehen. Ihre erste entsprechende Rolle hatte sie 2009 als Commander Takara Sato in Command & Conquer: Alarmstufe Rot 3: Der Aufstand.
Seit 31. Oktober 2015 ist Jamie Chung mit ihrem Schauspielkollegen Bryan Greenberg verheiratet, mit dem sie bereits seit 2012 liiert und seit Dezember 2013 verlobt war.
Am 24. Oktober 2021 brachte sie Zwillinge zur Welt.

## Filmografie (Auswahl)
- 2006: Veronica Mars (Fernsehserie, Folge 3x09)
- 2007: Katrina (Fernsehfilm)
- 2007: Chuck und Larry – Wie Feuer und Flamme (I Now Pronounce You Chuck & Larry)
- 2007: Emergency Room – Die Notaufnahme (ER, Fernsehserie, Folge 14x05)
- 2007: Zeit der Sehnsucht (Days of Our Lives, Fernsehserie, 10 Folgen)
- 2007: CSI: NY (Fernsehserie, Folge 4x09)
- 2007–2008: Greek (Fernsehserie, 3 Folgen)
- 2008: Samurai Girl (Miniserie, 6 Folgen)
- 2009: Dragonball Evolution
- 2009: Castle (Fernsehserie, Folge 1x03)
- 2009: Prinzessinnen Schutzprogramm (Princess Protection Program)
- 2009: Schön bis in den Tod (Sorority Row)
- 2010: Burning Palms
- 2010: Kindsköpfe (Grown Ups)
- 2010: Grey’s Anatomy (Fernsehserie, Folge 7x10)
- 2011: Sucker Punch
- 2011: Hangover 2 (The Hangover: Part II)
- 2012: Knife Fight – Die Gier nach Macht (Knife Fight)
- 2012: Premium Rush
- 2012: The Man with the Iron Fists
- 2012: Eden
- 2012–2013, 2015–2016: Once Upon a Time – Es war einmal … (Once Upon a Time, 12 Folgen)
- 2013: Hangover 3 (The Hangover: Part III)
- 2013: Believe (Fernsehserie, 13 Folgen)
- 2014: Sin City: A Dame to Kill For
- 2014: Flug 7500 – Sie sind nicht allein (Flight 7500)
- 2015: A Year and Change
- 2015: Already Tomorrow in Hong Kong
- 2015: Der ganz normale Studentenwahnsinn (Resident Advisors, Fernsehserie, 7 Folgen)
- 2016: Gotham (Fernsehserie, 6 Folgen)
- 2016: Office Christmas Party
- 2016: Flock of Dudes
- 2017: Band Aid
- 2017: Kung Fu Yoga
- 2017: Casual (Fernsehserie, 2 Folgen)
- 2017: Visa Vows – The Wedding Expenses Credit Card (Kurzfilm)
- 2017–2019: The Gifted (Fernsehserie, 29 Folgen)
- 2018: 1985
- 2018: Big Chibi 6 – The Shorts (Fernsehserie, 3 Folgen)
- 2020: Lovecraft Country (Fernsehserie, 10 Folgen)
- 2020: Dangerous Lies
- 2021: Mr. Corman (Fernsehserie, Folge 1x10)
- 2021: The Misfits – Die Meisterdiebe (The Misfits)
- 2021–2022: Dexter: New Blood (Fernsehserie, 7 Folgen)
- 2023: Succession (Fernsehserie, Folge 4x03)
- 2023: So Help Me Todd (Fernsehserie, Folge 1x19)
- 2024: Junction
- 2024: Reunion
- 2024: Accused (Folge 2x06)

## Synchronrolle
- 2009: Command & Conquer: Alarmstufe Rot 3: Der Aufstand
- 2014: Baymax – Riesiges Robowabohu (Big Hero 6, Stimme von Gogo Tomago)
- 2017–2021: Baymax – Robowabohu in Serie (Big Hero 6: The Series, Fernsehserie, 54 Folgen, Stimme von Go Go)
- 2019: Sherwood (Fernsehserie, 10 Folgen Stimme von Rose Trefgarneo)
- 2024: Batman – Caped Crusader (Fernsehserie, 3 Folgen Stimmen von Dr. Harleen Quinzel, Harley Quinn)
- 2024: Twilight of the Gods (Fernsehserie, 4 Folgen Stimme von Hel)

## Auszeichnung
- 2× Young Hollywood Award in den Kategorien Action Star und Female Action Star: 2009
- 1× ShoWest Award in der Kategorie Female Star of Tomorrow: 2009 (zusammen mit Briana Evigan, Leah Pipes, Rumer Willis, Audrina Patridge und Margo Harshman)
- Special Jury Recognition in der Kategorie Beste Darstellerin des SXSW-Filmfestivals für Eden
- Golden Space Needle Award in der Kategorie Beste Darstellerin des Seattle Filmfestivals für Eden